# Bistrica (Leskovac)
Bistrica je naselje u gradu Leskovcu, Jablanički upravni okrug, Srbija. Prema popisu iz 2022. godine u Bistrici je živjelo 27 stanovnika.